# Angelo Andres
Angelo Andres fue un naturalista y zoólogo italiano nacido en Tirano, Valtelina en 1852 y muerto en 1934.

## Biografía
Angelo estudió sucesivamente en Pavía, Leipzig y Londres y dirigió durante 5 años la Estación Zoológica de Nápoles, y más tarde fue nombrado profesor de Zoología y Anatomía comparada de la universidad de Milán.

## Obra
- Intorno all'Edwardsia claparedii, Roma, 1880.
- La misurazione rationale.., 1900.
- Le Attinie,..., Leipzig: W. Engelmann, 1884.
- Neuerungen..., Neapel, 1883.
- Ricerche sull'assorbimento cutáneo, Milán, 1900.
- Ricerche sulla semipermeabilita dell' integumento della rana, Milán, 1901.
- Otras